# Cordia megalantha
El nopo, xochicuahuitl, laurel negro, laurel de montaña o súchil (Cordia megalantha) es una planta perteneciente a la familia Boraginaceae.

## Clasificación y descripción
Árbol que alcanza alturas de 30-50 m y diámetro a la altura del pecho de más de 1 m. Tronco recto con mínima bifurcación, cilíndrico, con pequeños aletones. Copa densa y cónica, estrechamente triangular o umbelada, con ramas horizontales. Corteza gris a gris-negruzca generalmente con manchas pequeñas claras, se desprende en piezas pequeñas. Hojas simples, alternas, 7-15 cm de longitud y de 3 a 5 cm de ancho, láminas lanceoladas a elíptica, agrupadas al final de la ramilla, el haz verde oscuro y lustroso, el envés verde pálido. Peciolo de 2 a 5 cm de largo. Flores, panículas terminales o axilares, de 4-5 cm con 5 pétalos blancos en inflorescencias de 6-12 cm de largo. Producen néctar y son polinizados por abejas y otros insectos. Frutos tipo drupa, elipsoidales de color café al madurar, de 1.5 2.5 cm de largo, con una semilla por fruto. Los pétalos se vuelven color café y actúan como un paracaídas, contribuyendo a la dispersión por el viento. Semilla de color negro, globosas, de aproximadamente 1 cm de largo.

## Distribución
Es una especie considerada nativa de México, se localiza en los estados de; San Luis Potosí, Campeche, Yucatán y Quintana Roo; por la vertiente del pacífico se localiza en; Sinaloa, Nayarit, Colima, Jalisco, Michoacán, Guerrero, Oaxaca y Chiapas. Fuera de este país, se localiza en; Guatemala, Honduras, Nicaragua y Costa Rica.

## Hábitat
Es una especie que habita en una gran variedad de condiciones climáticas y edáficas, sin embargo, presenta un mejor crecimiento y desarrollo en zonas de bosque lluvioso, de preferencia en suelos planos o con ligera pendiente, en altitudes desde el nivel del mar, hasta los 600 m s. n. m., con temperaturas promedio de 20 a 35 °C. Es una planta heliófita. Se desarrolla en suelos franco, franco arcilloso o franco limoso con una textura liviana y un pH que varía de 4.8 a 6.5.

## Estado de conservación
Es una especie muy apreciada por la industria maderera, sin embargo, no existe un manejo para su explotación comercial. Se han establecido algunas parcelas de con fines comerciales en el estado de Veracruz y en Honduras (PROECEN). Esta especie no se encuentra bajo ninguna categoría de protección de la NOM-059-ECOL-2010 de la SEMARNAT. Tampoco se encuentra en la lista de la UICN.